# Kismet (film, 1914)
Pour les articles homonymes, voir Kismet.
Kismet est un film anglais réalisé par Leedham Bantock, et sorti en 1914. Il est adapté de la pièce de théâtre Kismet datant de 1911.

## Fiche technique
- Réalisation : Leedham Bantock
- Scénario : d'après la pièce de théâtre Kismet d'Edward Knoblock
- Production : Zenith Film Company
- Pays : Royaume-Uni
- Genre : Drame, aventure
- Durée : 40 minutes (4 bobines)[1]
- Date de sortie : décembre 1914

## Distribution

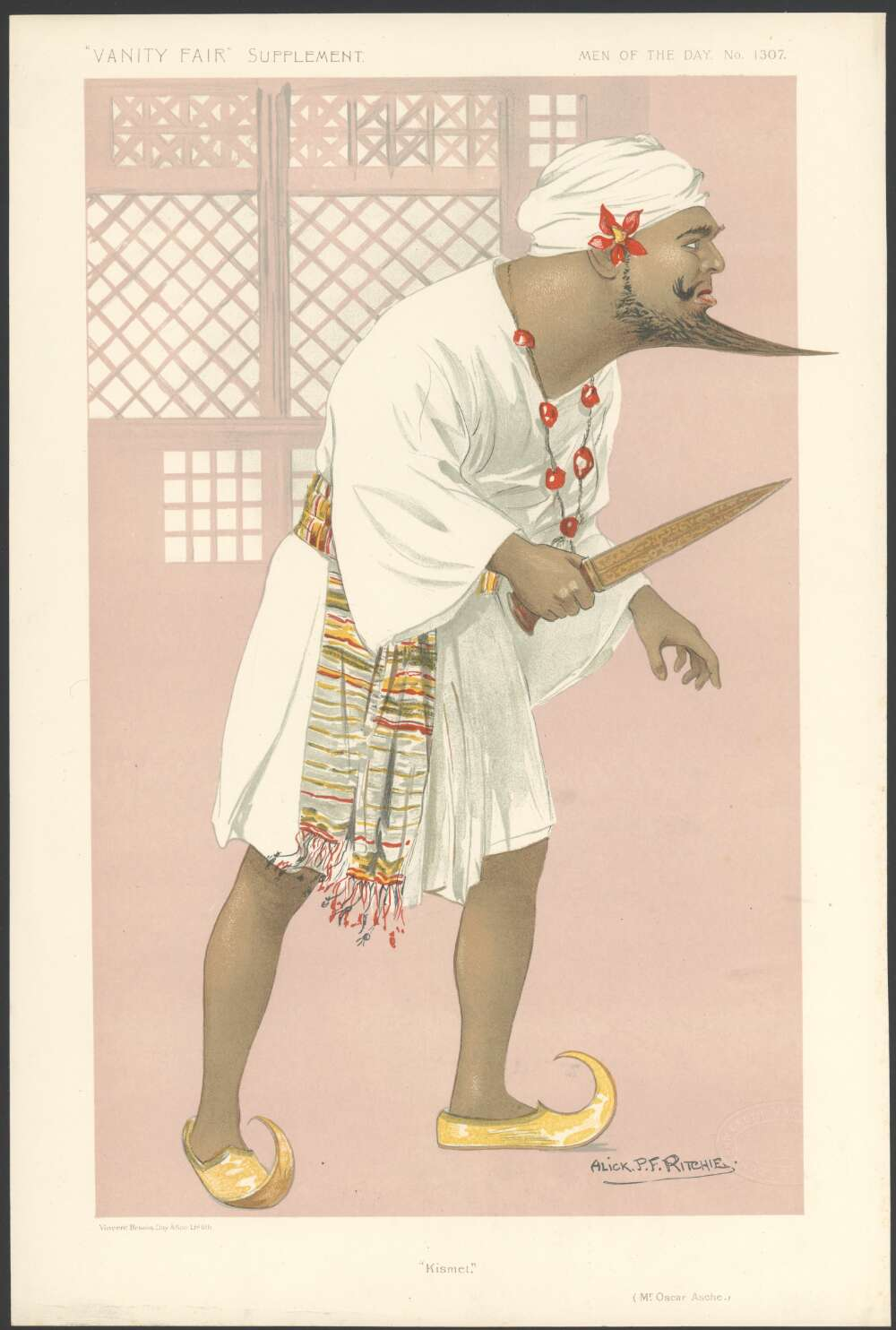
Oscar Asche dans Kismet, illustration parue dans Vanity Fair en 1911.

- Oscar Asche : Haji
- Lily Brayton : Marsinah
- Herbert Grimwood : Wasir Mansur
- Frederick Worlock : le califfe
- Caleb Porter
- Suzanne Sheldon : Kut-al-Kulub
- Bessie Major : infirmière